# Melhania didyma
Melhania didyma är en malvaväxtart som beskrevs av Christian Friedrich Frederik Ecklon och Zeyh.. Melhania didyma ingår i släktet Melhania och familjen malvaväxter. Inga underarter finns listade i Catalogue of Life.